# 重建兴泉永道署碑记
24°27′35″N 118°4′59″E / 24.45972°N 118.08306°E
重建兴泉永道署碑记位于中国福建省厦门市思明区开元街道溪岸社区公园南路2号，即厦门市少年儿童图书馆总馆（原市图书馆）大楼东侧，是厦门市第一批文物保护单位之一。
碑为花岗岩质，平首，高2.15米，宽1.12米，周边浮雕卷草花纹。碑额横题隶书“重建兴泉永道署碑记”。碑文作直行楷书，含题、款共658字。

## 历史

### 建制沿革
兴泉永道，是清政府管辖福建的地方行政机构。前身为明朝时的兴泉道，设分守道驻泉州府，亦有分巡道兼管军务，1646年废。
至康熙九年四月（1670年），复置。管辖兴化府、泉州府，仍驻泉州府。雍正五年（1727年），闽浙总督刘世明奏准道署迁至厦门。后于雍正十二年加辖永春州。
道署建成于乾隆四年（1739年），位于厦门城北门外魁星石下、魁星河附近，魁星石如魁星，故名。河西还有祭祀梓潼帝君的魁星阁。道署地块由购贡生黄锺房屋地块而得。今中山公园西半园及原图书馆大院均位于原道署内。

### 战争爆发

描绘1841年8月26日厦门一带海域英军与清军交火的画作，绘于1844年

1840年6月，鸦片战争爆发。7月初，英军逼近厦门海面，守军拒绝召回，遂与守军交火。双方各有损伤，英军推出厦门北上。至1841年8月25日，英军再次出现在厦门海域，通牒“限期交出厦门”。1841年8月26日下午1时，英国侵华舰队向厦门发动进攻。同日，英军武装占据了鼓浪屿。
对于道署是否在战争中就已经损毁，中英双方记载不同。在1841年农历七月二日，亲自指挥厦门保卫战的闽浙总督颜伯焘奏称，厦门沦陷前，他与时任兴泉永道的刘耀椿“俱怀带印信，分路攻击。”颜伯焘称包括兴泉永道署在内的厦门诸官署，均被英军炮火击中，烧成灰烬。 过后，钦差大臣怡良，奉旨密查厦门保卫战经过及损失。1841年农历十月二十二日，怡良奏称：英军登陆后、尚未进入厦门城内时，厦门城内居民纷纷逃避。按怡良说法，兴泉永道署，被英军纵火焚毁。 又过不久，1841年农历十一月十九日， 另一位奉旨密查的户部右侍郎端华，也上奏称：“惟提督衙署、总督行寓及关税公所，均已半被烧毁。”端华传唤多位厦门商民证实，英军入城后，“侵占石寨及各衙署，肆行拆烧，抢掳资财，奸淫妇女， 焚毁庙宇，人人痛愤……”
而在英国方面方面，攻击厦门的英军军官宾汉和柏纳德都称，1841年8月27日，厦门城沦陷时，厦门城内外几处官署，全都完好无损。其中英军第49团，驻扎在兴泉永道署大院内。 英军军官柏纳德、奥特隆尼和穆瑞等人都写道，英军入城时，发现有中国人抢劫上述官署中的金银。 驻扎在福建水师提督署内的穆瑞，还提供了一个细节：8月27日晚，由于误传中国军队突然反击的消息，慌乱中的军士兵，在提督署内引发一场小火灾。 火灾很快被扑灭。 1841年9月5日，人数并不多、实在无暇占地的英国远征军，根据其既定目标，主力撤出厦门岛，北上浙江定海，只 留下少数兵力占领鼓浪屿。撤出厦门城之前，对厦门城内外储存的各种火药、 金银、物资、炮台和官署，侵厦英军“不是加以搬走，就是加以销毁。”，厦门的“火药库被炸掉，他们的军械库和库里贮存的东西，被摧毁无遗。他们最好的水师船和造船厂，被付之一炬。”
虽然目前找不到焚毁兴泉永道署的明确记录，但结合双方记载，兴泉永道署应毁于1841年9月初。

### 英国入据
战后，中英双方签订《南京条约》。其中条约规定：廈門廳之古浪嶼小島，仍歸英兵暫為駐守；迨及所議洋銀全數交清，而前議各海口均已開闗俾英人通商後，即將駐守二處軍士退出，不復占㨿。道光二十五年二月十五日（1845年3月22日），英军分两批最后才全部撤离鼓浪屿。在此期间，即1842年2月24日，已有美国传教士来到鼓浪屿，租用民房开始传教。
1843年11月－1845年3月，纪里布与阿礼国先后担任英国驻厦门领事。前者为第一任驻厦领事。领事欲在鼓浪屿上建造领事馆，而时任闽浙总督刘韵珂认为：“纵使夷兵撤退，而夷官等仍留屿内，则缴还与不缴无殊”。阿礼国继任领事后，重提建馆一事，于1844年11月6日与清政府部分地方官员会谈。最终双方达成协议，同意英方选择遭兵燹夷平的兴泉永道署余地建馆。清朝方面垫付9000银元，而英国每年将支付900银元作为租金。
道署被英国占据后，道台迁至闽海关厦门正口衙门（今江夏堂一带）办公。

### 归还清廷
1862年4月海关税务司成立，厦门海关及港口交由外国人管理。同治二年四月（1863年），英国归还道署。原闽海关衙门改建海关大楼。同治三年（1864年），道尹曾宪德等及厦门士商捐款“召工削平洋楼”，重建道署，并于是年立碑记述署衙废兴之始末。

## 内容
碑文含题、款共658字厦门文史学家李禧家中藏有杨凤来自临的《临九成宫》，册后有跋，称1864年曾峻轩（宪德）曾向杨凤来“出碑索作欧体书”，故碑记的真实书者应为杨凤来，而非“京山曾宪德”。

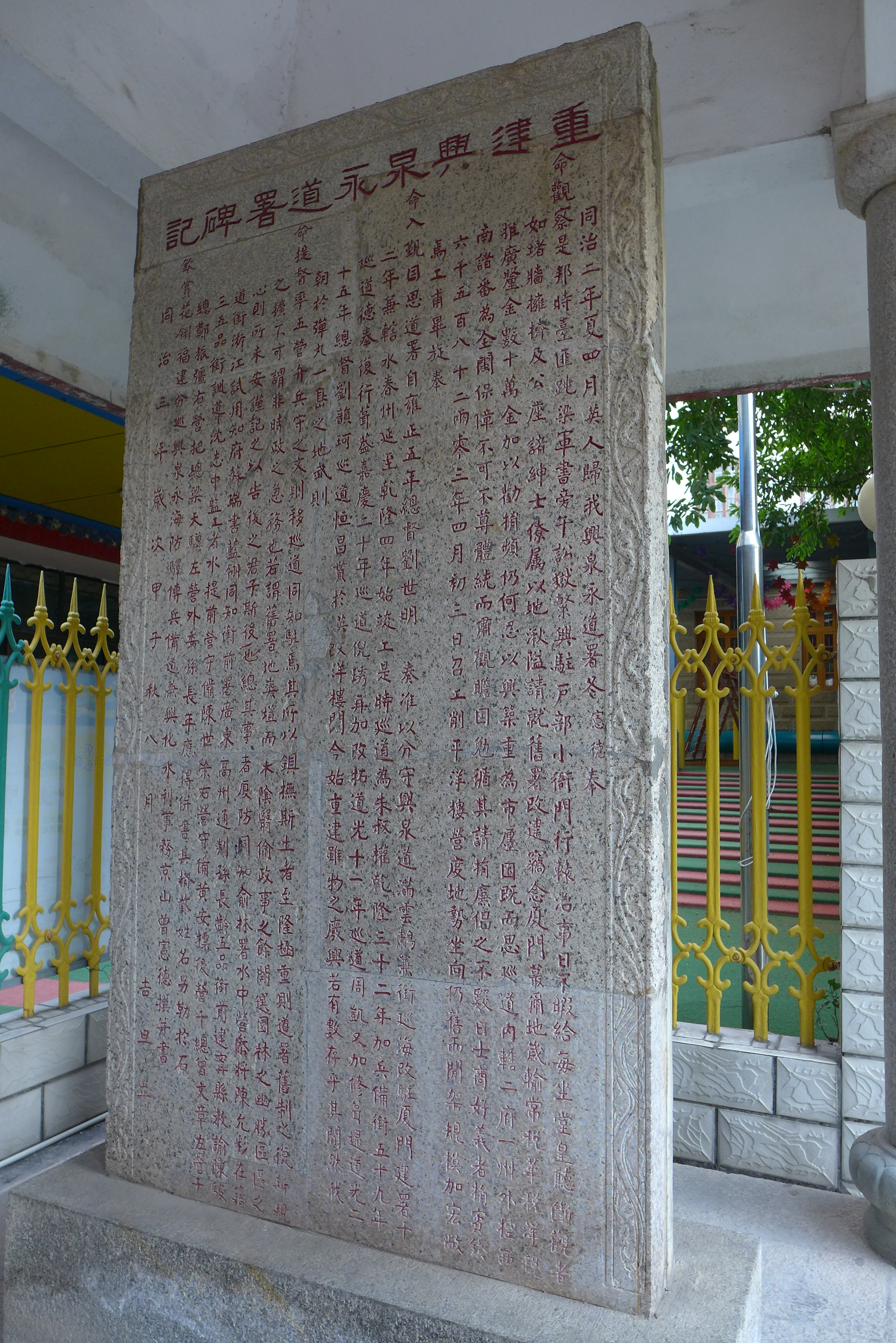
《重建兴泉永道署碑记》，位于保护碑另内

原碑身后另有厦门市文物管理委员会于1991年所立的《修复〈重建兴泉永道署碑记〉记事》，碑文见下
修复《重建兴泉永道署碑记》记事

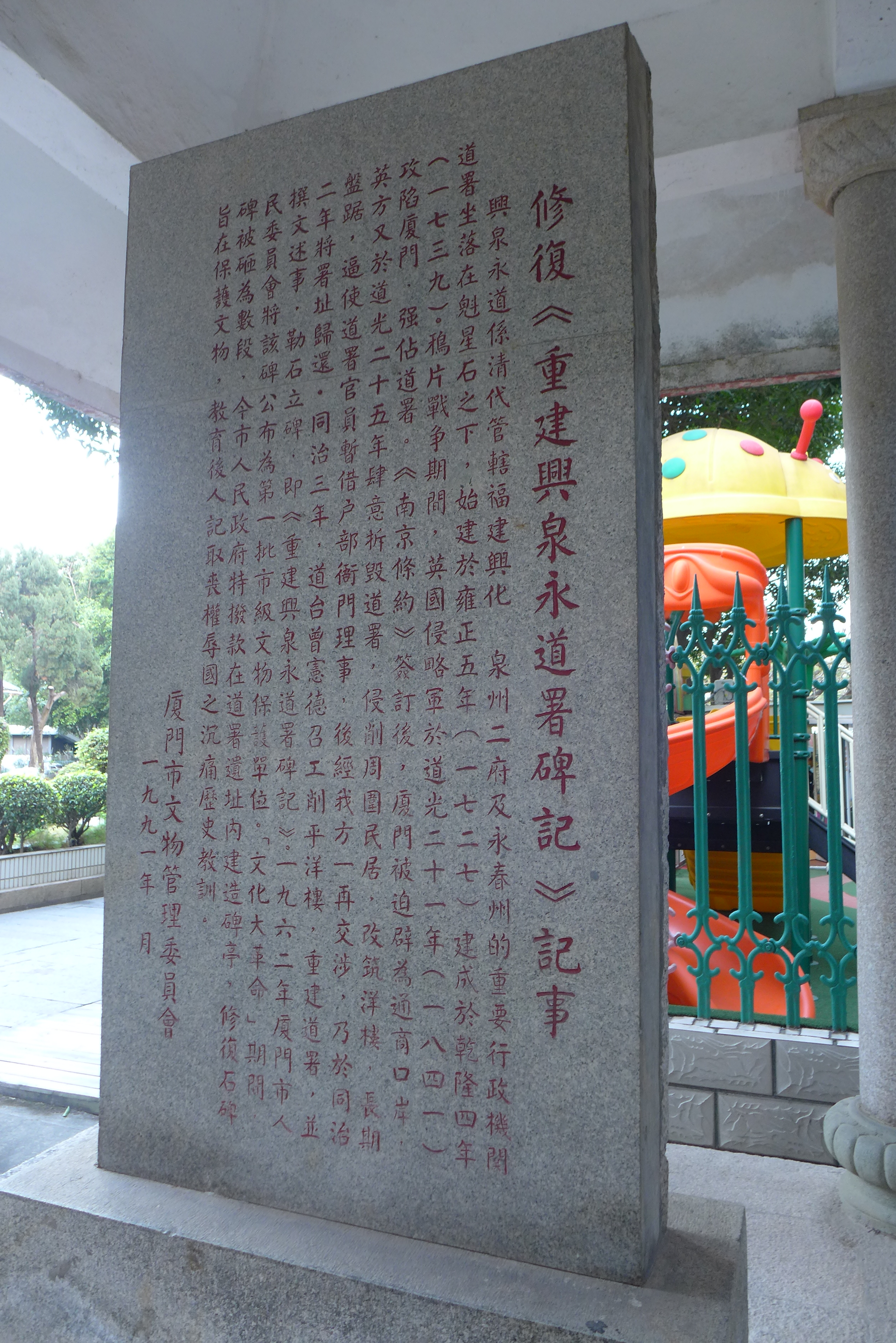
重建兴泉永道署碑记背后的《修复〈重建兴泉永道署碑记〉记事》

兴泉永道系清代管辖福建兴化、泉州二府及永春州的重要行政机关。道署坐落在魁星石之下，始建于雍正五年（一七二七），建成于乾隆四年（一七三九）。鸦片战争期间，英国侵略军于道光二十一年（一八四一）攻陷厦门，强占道署。《南京条约》签订后，厦门被迫辟为通商口岸，英方又于道光二十五年四亿拆毁道署，侵削周围民居，改筑洋楼，长期盘踞，逼使道署官员暂借户部衙门理事，后经我方一再交涉，乃于同治二年将署址归还。同治三年，道台曾宪德召工削平洋楼，重建道署，并撰文述事，勒石立碑，即《重建兴泉永道署碑记》。一九六二年厦门市人民委员会将该碑公布为第一批市级文物保护单位。“文化大革命”期间，碑被砸为数段，今人民政府特拨在道署遗址内建造碑亭，修复石碑，旨在保护文物，教育后人记取丧权辱国之沉痛历史教训。
厦门市文物管理委员会
一九九一年 月

## 现状
道署建筑今已不存，原道署曾作为厦门市公安局、厦门市政府。在文化大革命期间被砸毁后埋失地下，上盖自行车棚。碑记直至1984年重新出土，1991年修复后加盖碑亭保护，经过修复立于公园南路2号大院内。
属道署后花园的魁星山今位于中山公园内，山上摩崖石刻群被列为厦门市第五批文物保护单位。在厦门市少年儿童图书馆总馆后方石墙上还存有一块诗刻。

## 保护范围
石碑本体及碑亭。

## 图库

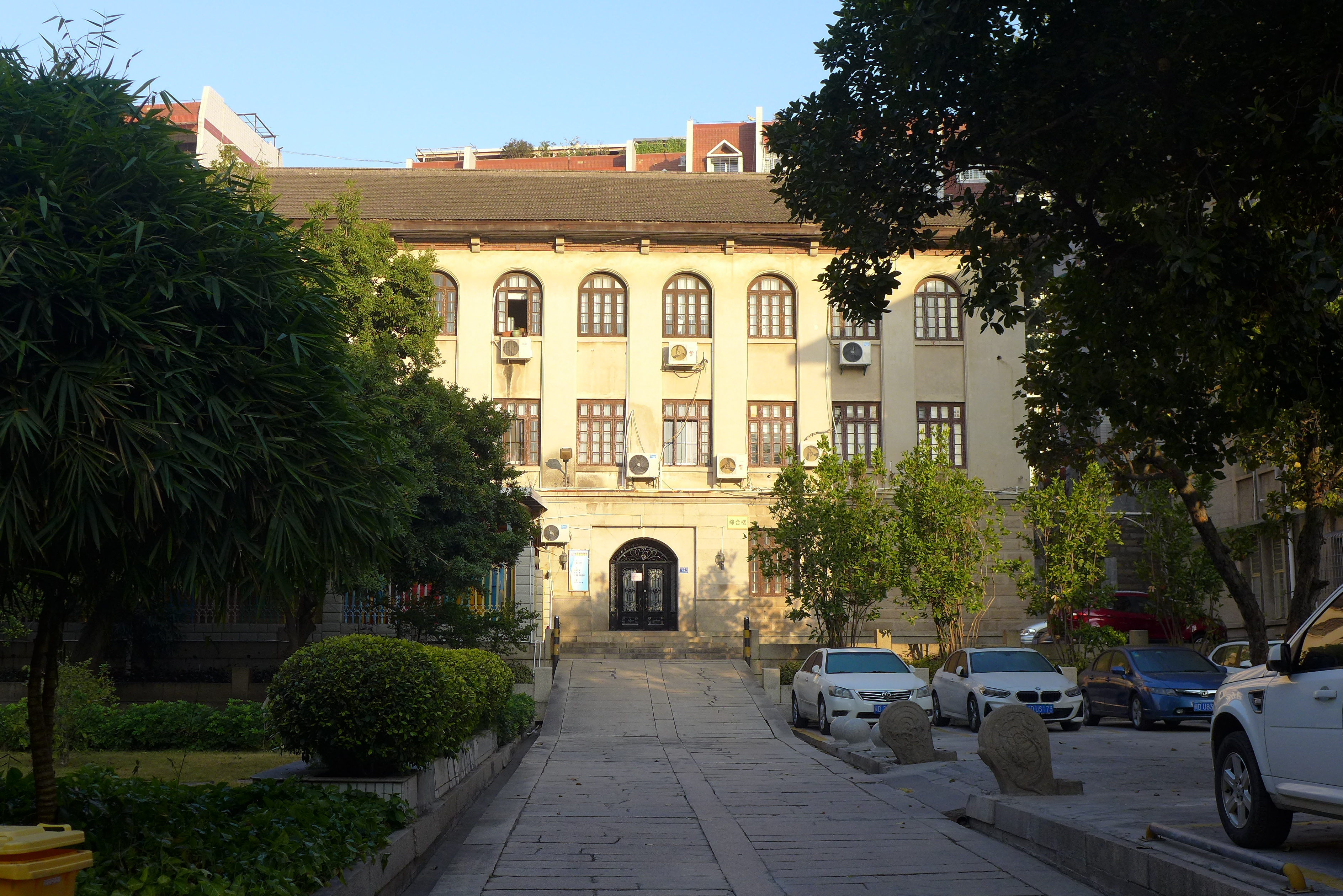
道署旧址所在地的公园南路2号大院内存有原厦门市人民政府大楼，现厦门市人民政府已迁至湖滨北路
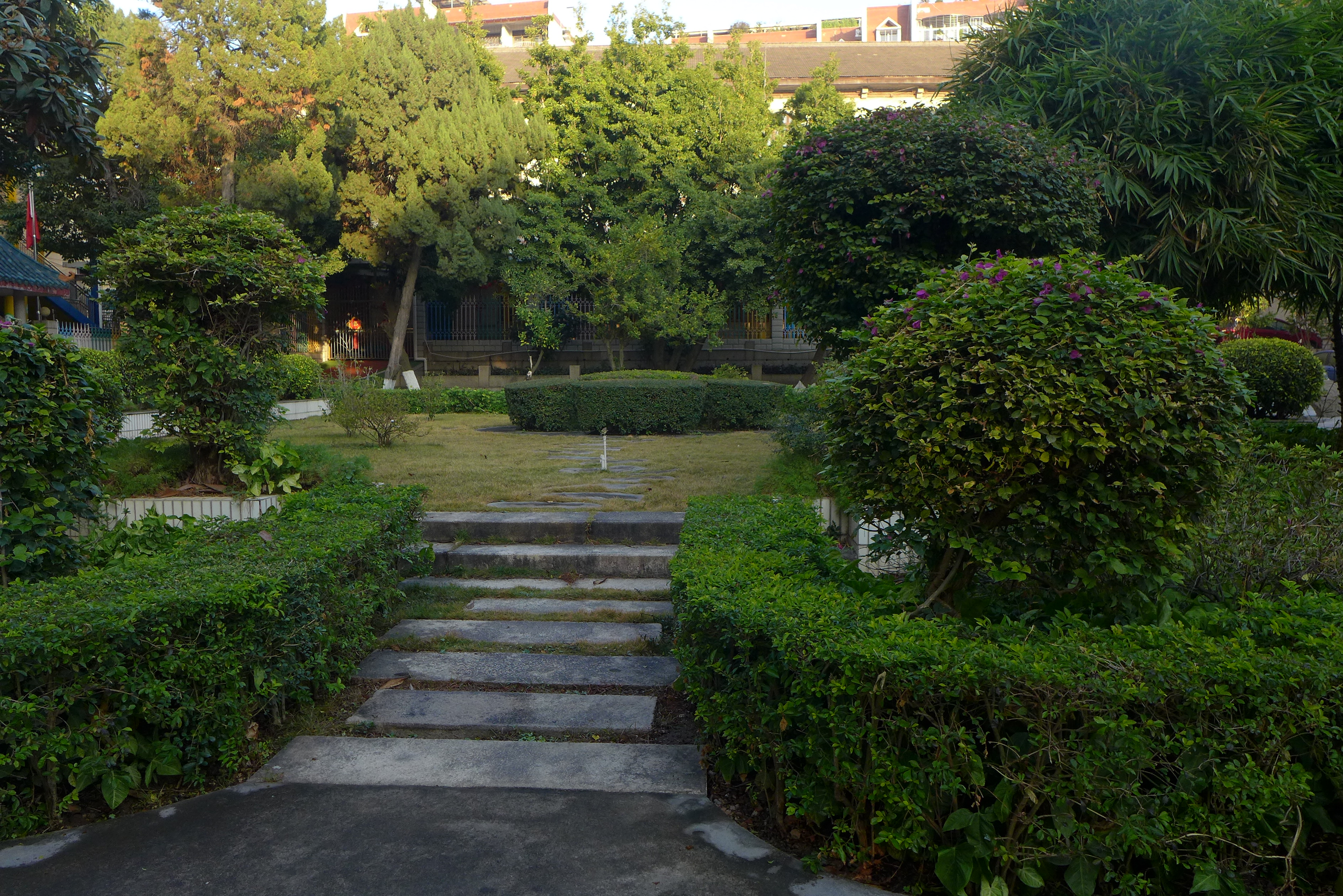
原厦门市人民政府大楼前的花园
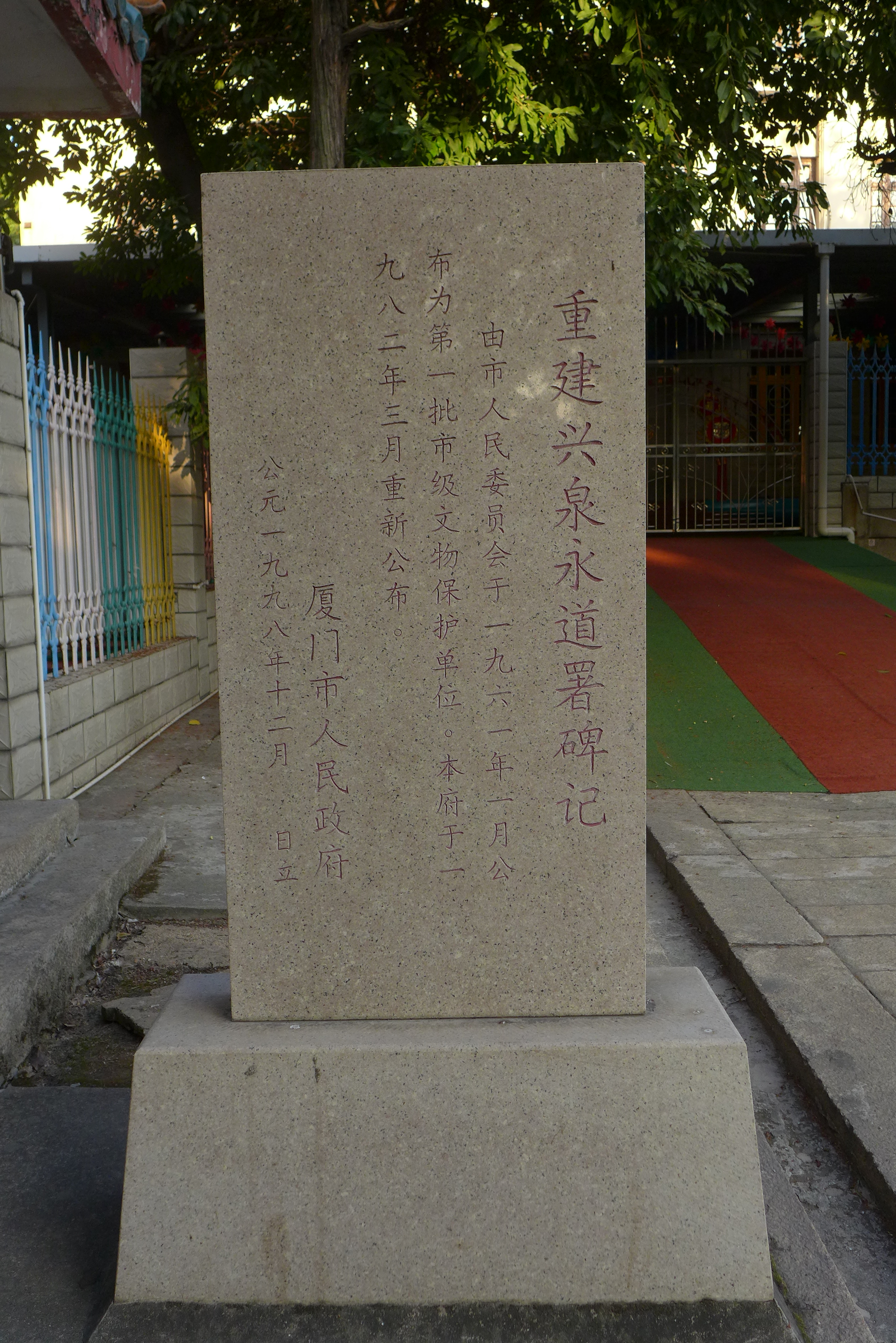
重建兴泉永道署碑记文保碑正面，厦门市第一批市级文物
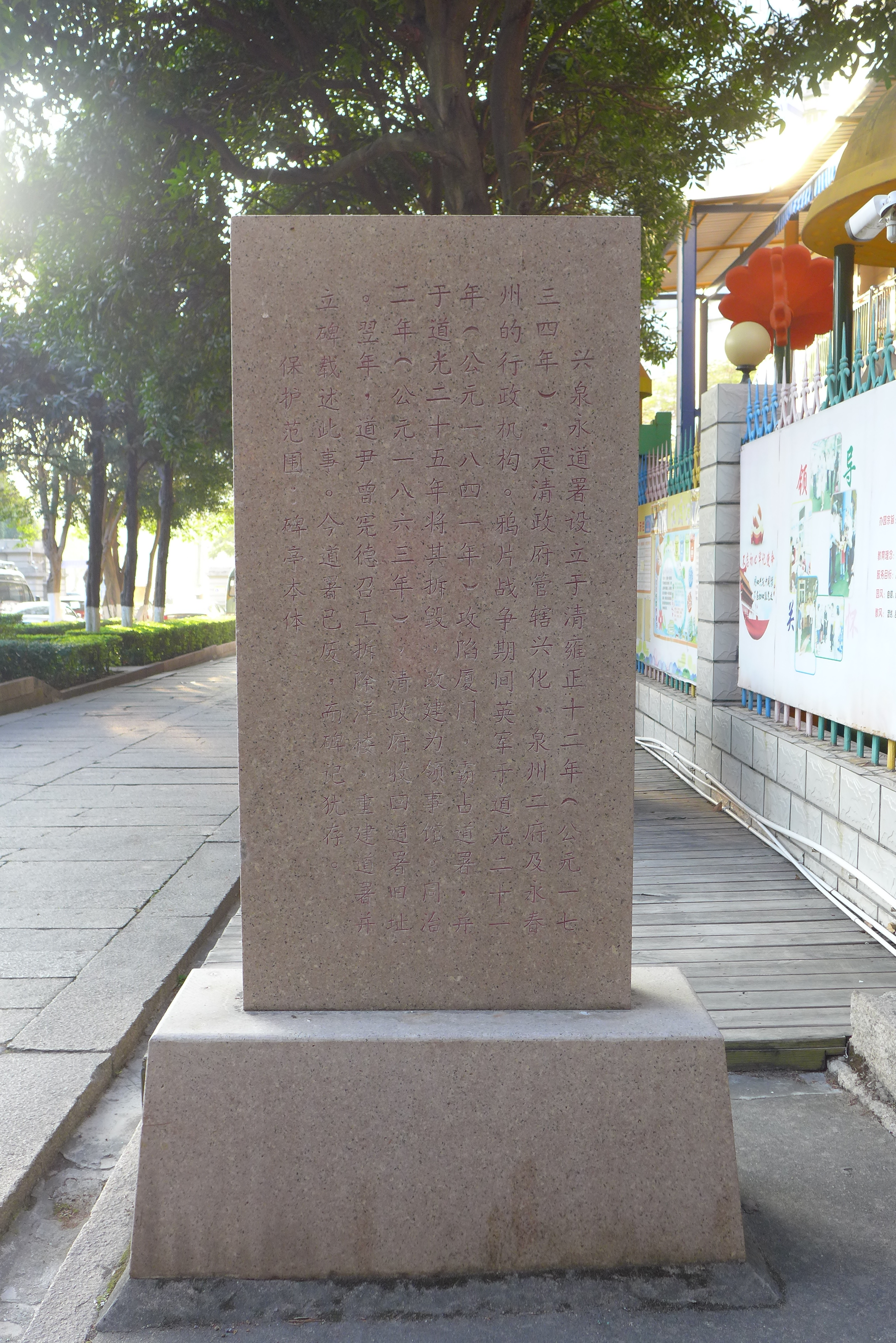
重建兴泉永道署碑记文保碑背面，记录了兴泉永道署及碑记的历史
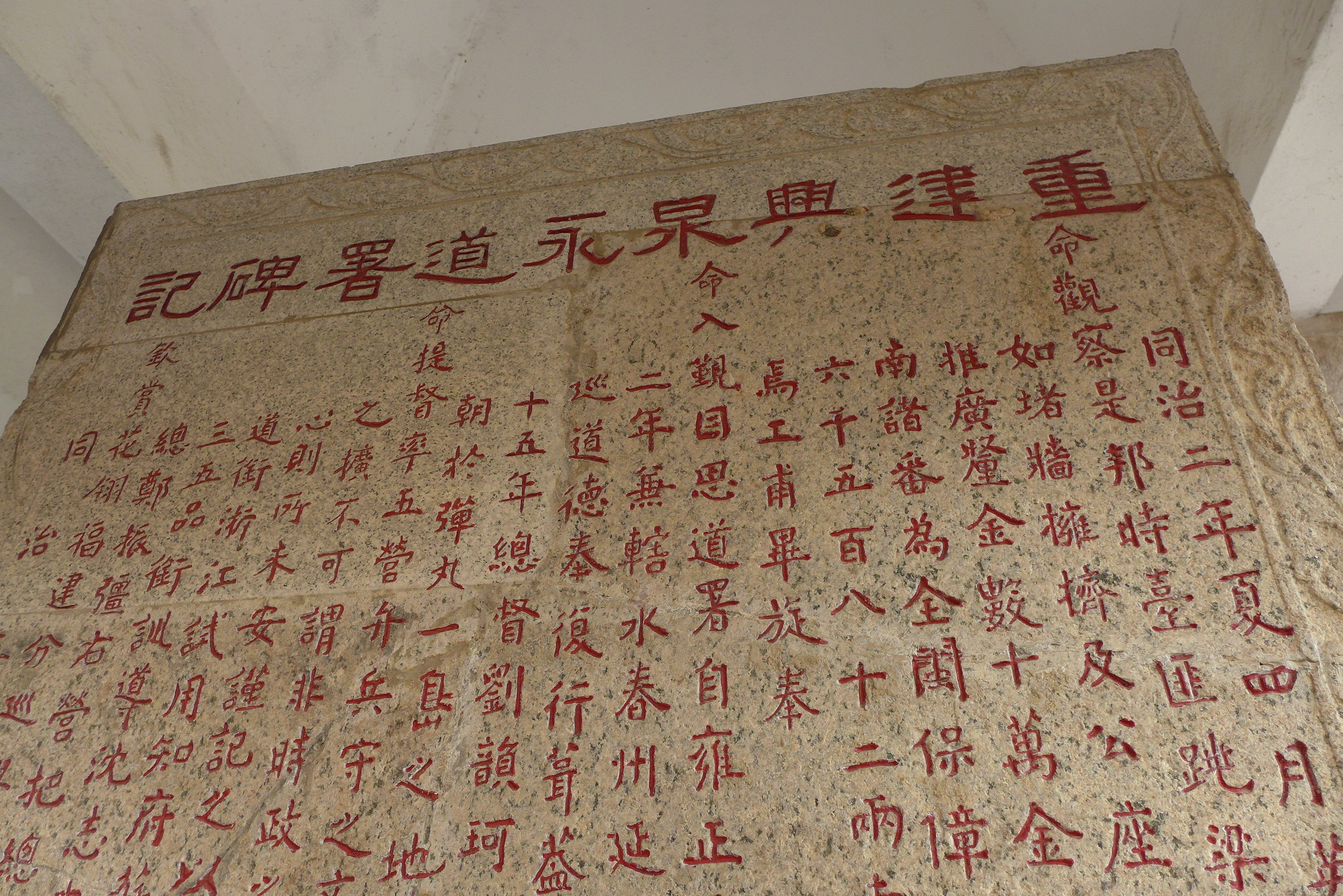
碑记碑额修补痕迹，碑刻在文革期间砸成数段
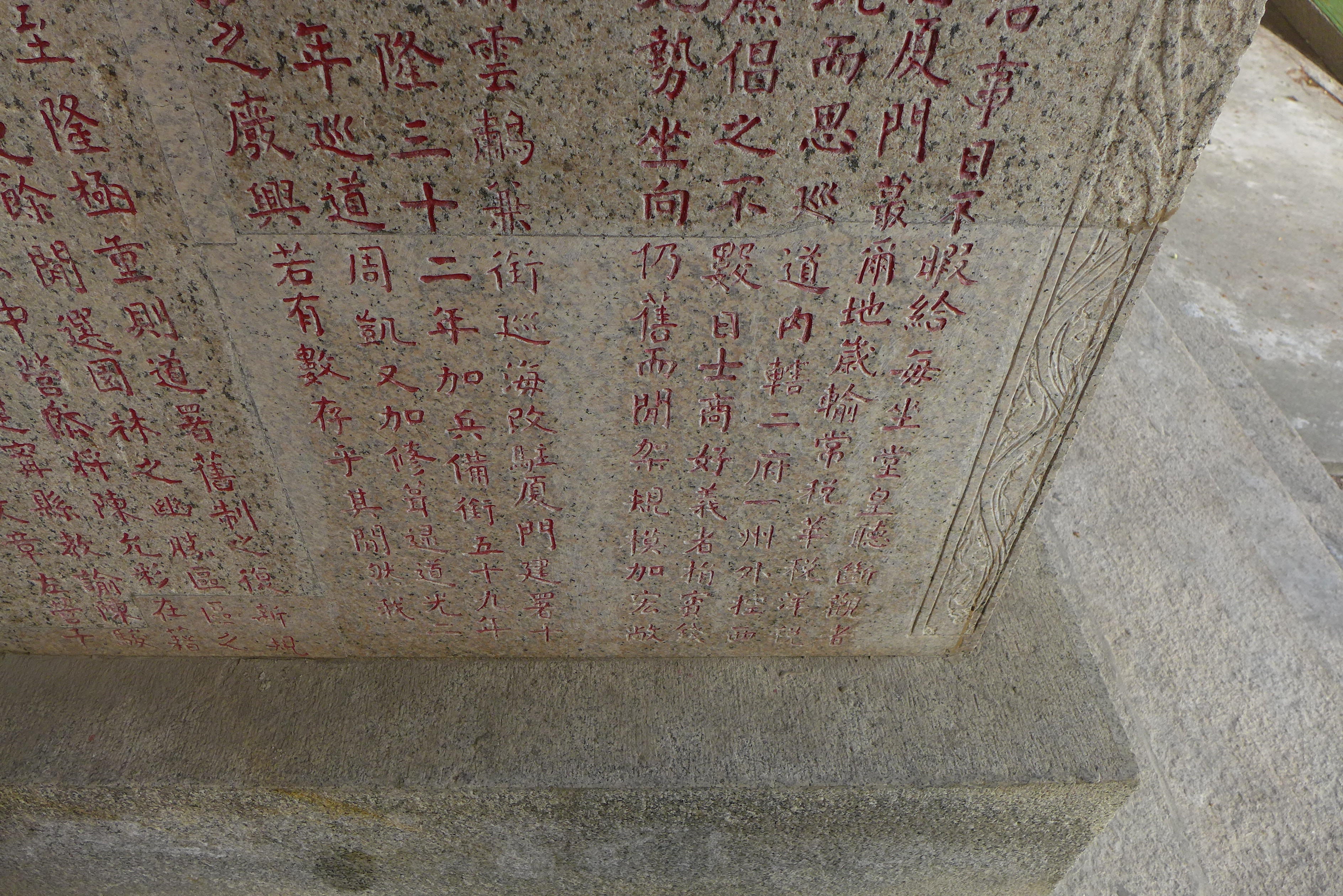
碑记下部修补痕迹
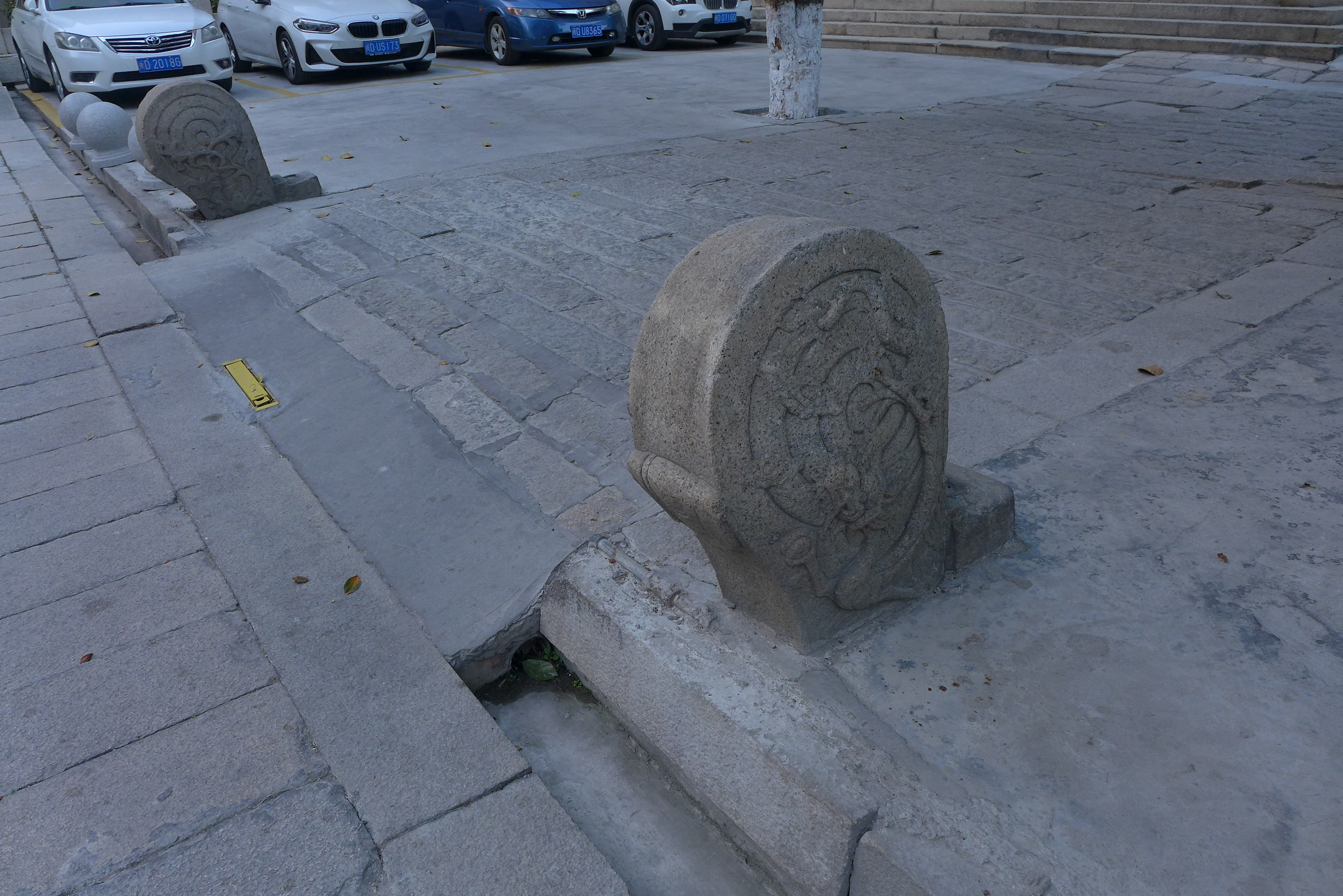
重建兴泉永道署碑记附近的两块抱鼓石
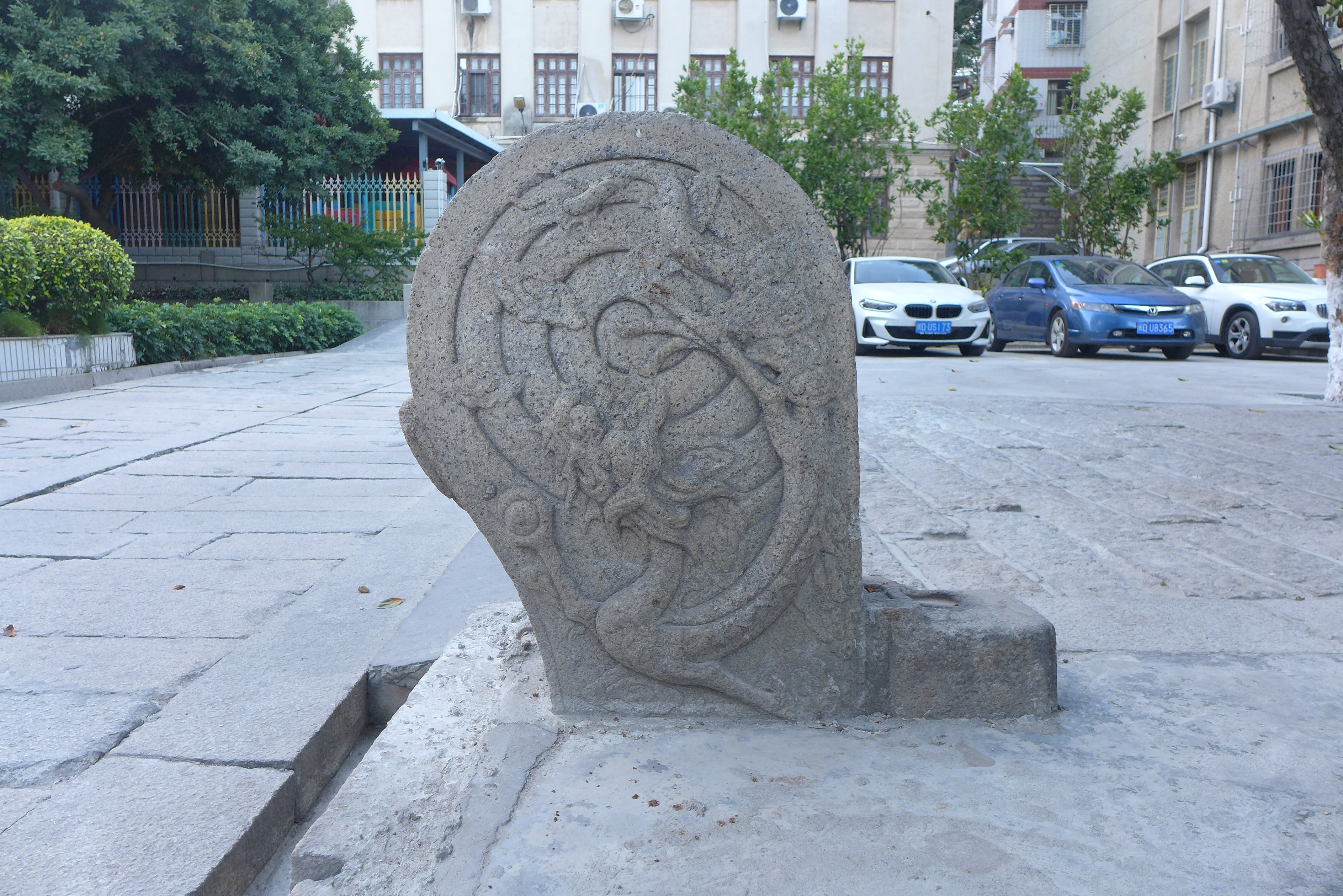
抱鼓石细节，上有云龙纹